# 漬物

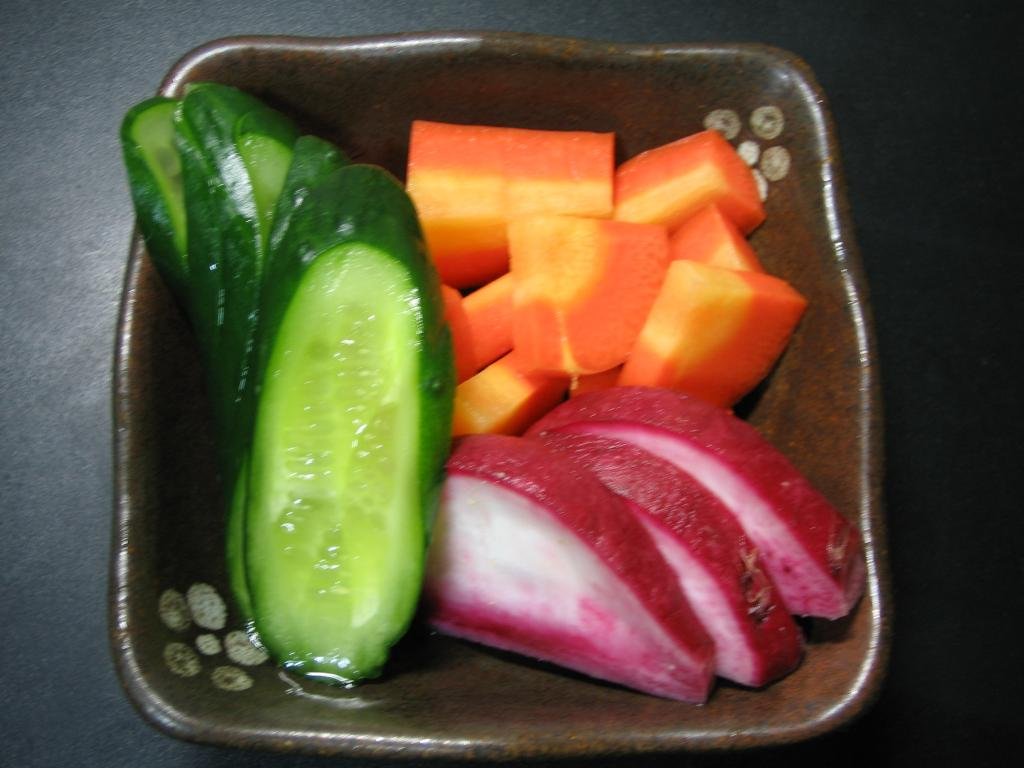
ぬか漬け

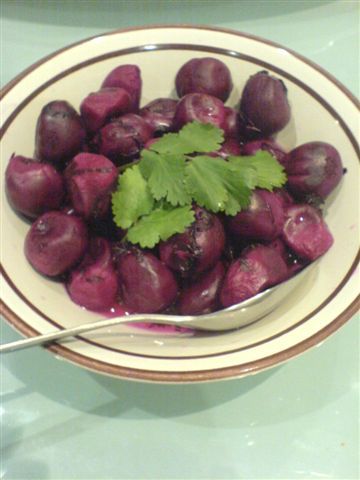
茄子漬け

漬物（つけもの）とは、様々な食材を食塩、酢、酒粕などの漬け込み材料とともに漬け込み、保存性を高めるとともに熟成させ、風味を良くした日本の食品。これらの漬け込み材料は高い浸透圧を生じたり、pHを下げたり、あるいは空気と遮断する効果を持つ。漬物の種類によっては、乳酸発酵などの発酵と、それによる保存性や食味の向上が伴う。
発酵を伴うタイプの漬物は、材料に自然に付着している乳酸菌と材料に含まれる糖類によって発酵し、保存性と風味の向上が起こるが、麹などを添加して発酵の基質となる糖類を増やしたり、そこに含まれる酵素によって風味を向上させる酵素反応を誘導することもある。一方、実際には浅漬け、千枚漬け、松前漬け、砂糖漬け等、その製造に発酵をともなわないものも多くあり、漬物すなわち発酵食品と分類することは誤りである。
漬物を漬けるには漬物樽などの容器を用いるが、重石やネジ式押え蓋等を組み込んだ各種の調理用漬物器も用いられる。

## 名称

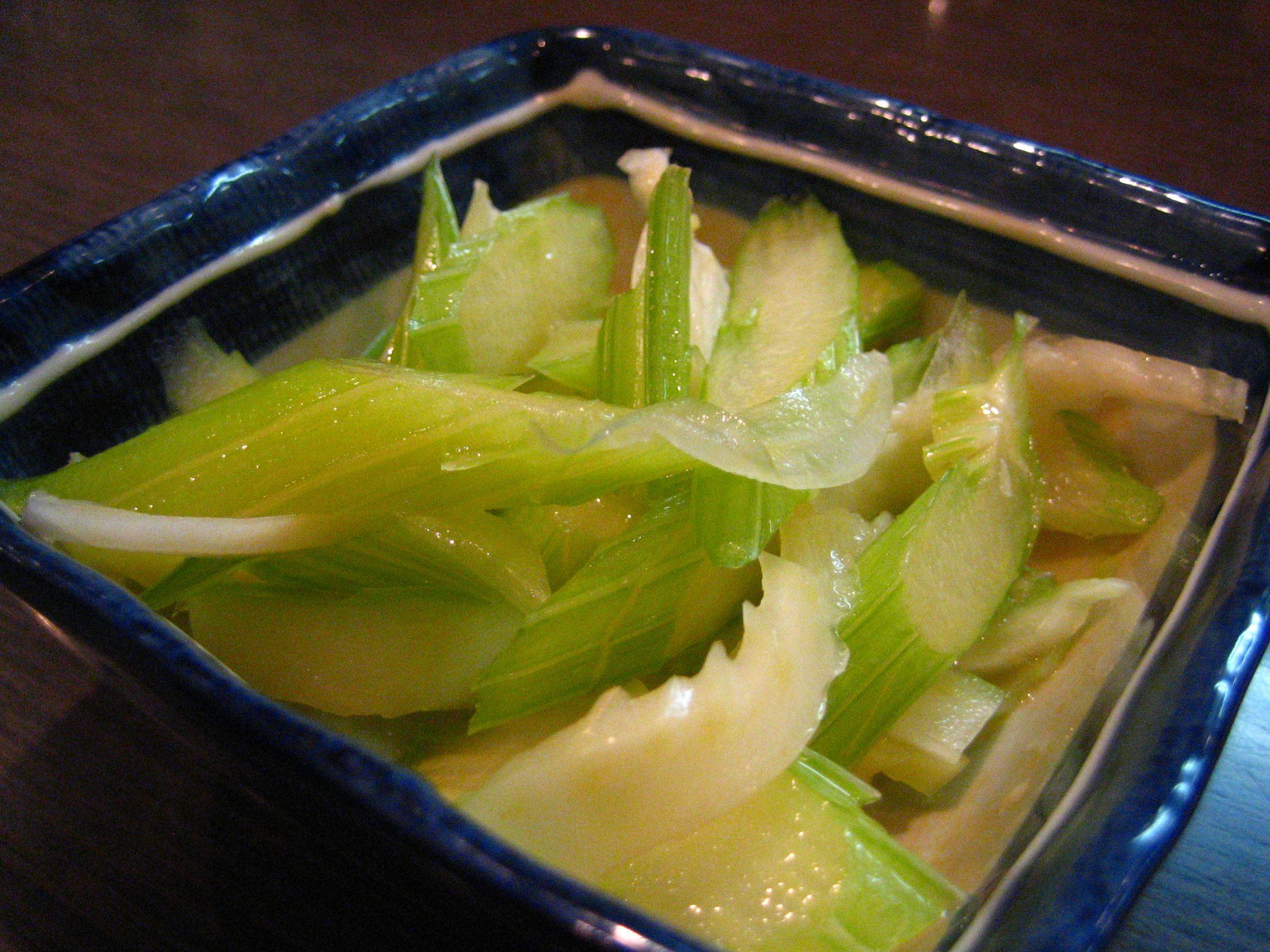
セロリの浅漬け

発酵により強い香りを発するものが多いため、「こうこう（香々）」「おこうこう（御香々）」「こうのもの（香の物）」等とも呼ばれる。また、秋田県など一部の地方では「がっこ」と呼ぶ。
これらの語彙は本来は漬物一般を指す言葉だったが、関西を中心にして（現在では全国的に）もっぱら沢庵漬けを指すことも多い。また「しんこう（新香）」「おしんこう（御新香）」「おしんこ」という言葉は、かつては新鮮な野菜の色を失わない浅漬けの物を指す言葉だったが、近年ではこちらも沢庵漬けを指すことが多い。

## 発酵
乳酸菌による発酵は酸味が著しく強くならない程度に抑制されているものが多いが、中には柴漬けやすぐき漬けのように強い酸味を持つものもある。ヨーロッパのザウアークラウトも、この類である。
漬物の技術は、乳酸菌発酵を十分に行うと野菜のみならず、動物質の保存にも有効となり、こうしたものはなれ寿司に分類される。これらは、発酵基質の糖質として炊き上げた米などの穀物を使用する保存食であった。
沢庵漬けのような糠漬けや、糠味噌床も、なれ寿司の穀物を乳酸発酵の基質として利用する技術の延長線上にあり、北陸の「へしこ」や北海道の「糠ニシン」などにその中間型を見ることができる。
乳酸菌による発酵は、これらの食品に酸味を主体とした味や香りの変化を与えるとともに、乳酸によって食品のpHが酸性側に偏ることで、腐敗や食中毒の原因になる他の微生物の繁殖を抑えて食品の長期保存を可能にしている。植物性乳酸菌は、野菜や豆、米や麦などの植物素材を発酵させる乳酸菌のことである。漬物や味噌、醤油、さらには酒やなれ寿司などの米の発酵食品まで、さまざまな食品に生育している。一方、ヨーグルトのように牛乳などの動物の乳に生育する乳酸菌は動物性乳酸菌と呼び、それぞれ区別されている。動物性乳酸菌は、乾燥、熱、酸に弱く、胃酸で死滅するが、植物性乳酸菌は酸に強く生きたまま腸に届く。植物性乳酸菌の効果として、免疫活性作用、胃腸の改善、病原菌感染の予防などが報告されているが、漬け物等と同時に摂取する程度の付着量では摂食した菌種によるアレルギー反応抑制等の機能性は期待できないとの指摘がある。

### 発酵微生物
漬物で発酵を担っている微生物は、Leuconostoc mesenteroides、Enterococcus faecalis、Enterococcus faecium、Pediococcus属の菌、Lactobacillus plantarum、Lactobacillus casei、Lactobacillus brevis
などの乳酸菌等が掲げられる。乳酸菌以外に酵母が発酵にかかわっている。クロストリジウム属は酪酸菌として知られ、漬物の酪酸臭の原因となる。

### 発酵以外
砂糖漬けやシロップ漬けについては、保存性から漬物と分類する場合もあれば、製造法や用途などから漬物ではなく菓子と分類する場合もある。また、ツナやオイルサーディンに代表されるような油漬も広義の漬物とされることがある。

## 漬物と健康

### 善玉菌
ハーバード大学のアラン・ウォーカー博士は、善玉菌を多く摂取するために、味噌、漬物、ヨーグルトなどの発酵食品を食生活の一部にすることは、非常に良いことだと考えている。ただし、酢を使った漬物は善玉菌の増殖を妨げる。

### 悪性腫瘍
IARC発がん性リスク一覧では、「アジア式野菜の漬物 (Pickled vegetables (traditional in Asia) )」が、Group2B（ヒトに対する発癌性が疑われる(Possibly Carcinogenic)、化学物質、混合物、環境）としてとりあげられている。アジア式野菜の漬物とは、中国、韓国、日本の伝統的な漬物を意味しており、低い濃度のニトロソアミン等が検出されている。

国立がん研究センターの調査では、漬物をたくさん食べる人の胃癌の発生率は、高くも低くもならなかったとの報告があるものの、漬物は塩分を多く含むため胃癌の危険因子だといわれており、胃癌を予防するためには、漬物以外の新鮮な野菜の摂取が望ましいとしている
亜硝酸塩
野菜類に主に肥料由来の硝酸塩、亜硝酸塩が多く含まれることがある。

## 食品衛生法
日本では漬物による食中毒が相次いだことから食品衛生法の改正が行われ、2024年までを目途に漬物製造業は登録制から営業許可制に改められた。以前は、農家が道の駅や農産物直売所など販売ができた漬物であったが、基準に沿った製造施設や食品衛生責任者の設置などが必要となり、製造販売から撤退する農家が相次いだ。2021年6月、改正食品衛生法が施行され、それまで届け出などで可能であった漬物の製造販売が許可制になった。2024年5月末に3年間の経過期間が終わった。許可の取得には住居と食品加工所を分ける、食材と調理器具それぞれの流し台にする、床や壁を水洗いできる素材にする、蛇口で指を触れることなく手洗いする設備をつくる、など、衛生基準をみたす設備を整えねばねらない。
2012年8月に北海道で浅漬けを原因とする集団食中毒が発生し、169人に健康被害、うち８人が死亡した（→岩井食品）。2013年12月、厚生労働省がガイドライン「漬物の衛生規範」を更新し、浅漬けを他の漬物と分けて厳しく管理する指針を示した。2018年6月に、営業許可制度見直しを含む食品衛生法の改正があり、2021年6月、改正食品衛生法のうち漬物全般の製造・販売を許可制とする部分が施行された（すでに営業している業者には３年間の経過措置）。2024年5月、経過措置が終了し、6月から漬物製造・販売の許可制を完全実施。

## 漬ける方法
使用する調味料や漬物床によって、例えば塩漬け、味噌漬け、糠漬け、粕漬けなどさまざまな漬け方がある。漬ける目的は、保存、風味付け、調味の3つが主たるものである。漬ける時間は、数分から数十年にも及ぶものまである。長期間にわたって漬ける場合には、発酵を利用する場合が多い。食卓にそのまま上る最終的な調理技法としても用いられるが、下拵えの技法としても多用される。
期間
数日しか漬けていないものは「一夜漬け」「新漬」と呼び、それ以上の場合は「古漬」「ひね漬け」という。

## 代表的な漬物
- 赤かぶ漬
- あちゃら（アチャラ、阿茶羅）漬け - 食べ易く切った数種類の野菜を赤唐辛子と共に甘酢に漬け込んだもの。
- 浅漬（一夜漬け）
- いぶりがっこ
- 梅干し
- 柴漬
- 青菜漬け
- 山海漬
- 塩ウニ・塩数の子・塩鮭（新巻鮭）
- すぐき（すぐき漬）
- すんき漬け-生産量は少ない物の無塩で漬けられる珍しい漬物
- 千枚漬け
- 沢庵漬け
- 高菜漬け
- たまり漬け
- 壺漬け
- 奈良漬け（奈良漬）
- 鉈漬
- 野沢菜漬
- 鰊漬け
- 糠ニシン・糠サンマ・糠ホッケ
- 広島菜漬
- 福神漬
- 古漬け
- べったら漬
- 松前漬け
- 壬生菜漬
- らっきょう（甘酢漬け、醤油漬け、たまり漬け）
- わさび漬け

## 日本以外の漬物に類似した食品
- アチャール（インド、イラン、フィリピンなど） - 上記のあちゃら漬けの原型ともされる。
- キビヤック（カナダおよびアメリカ・アラスカのイヌイット）
- キムチ（韓国、北朝鮮）
- チキンム（韓国）
- ザーサイ（中国大陸、台湾など）
- スヮンツァイ（中国東北部）
- ザワークラウト（ドイツ）
  - サワーキャベツ（ルーマニア、ハンガリーなど）
- ピクルス（アメリカ、イギリスなど）
  - トールシ（ギリシャ）
  - 醃、腌（中国）
- フレッシュコンビーフ（アメリカ、ヨーロッパなど）
- メンマ（中国）

## 信仰
愛知県あま市には、日本に唯一漬物の神としてカヤノヒメを祭った萱津神社がある。毎年8月21日には「香の物祭」が催され、全国の漬物業者が参詣する。
漬物組合では毎月21日を「漬物の日」と定めている。